# Parafia św. Antoniego w Tworogu
Parafia Świętego Antoniego w Tworogu – parafia rzymskokatolicka z siedzibą w Tworogu, w dekanacie Toszek w diecezji gliwickiej.

## Zasięg parafii
Do parafii należą wierni z miejscowości Tworóg (ulice: Asnyka, Głowackiego, Graniczna, Grunwaldzka, Górna, Jankowskiego, Kochanowskiego, Kolejowa, Kopernika, Kościuszki, Kotowska, Krasińskiego, Lubliniecka, Miarki, Mickiewicza, Młyńska, Nowa, Plac Wolności, Powstańców Śląskich, Polna, Prosta, Reja, Równoległa, Składowa, Skośna, Słoneczna, Słowackiego, Spokojna, Szkolna, Świniowicka, Wąska, Zamkowa), Brynek ( ulice: Boczna, Brzeźnica, Cegielnia, Dworzec, Kolejowa, Park, Tarnogórska, Wiejska, Zakładowa, Zamkowa) i Nowa Wieś Tworoska (ulice: Brynkowska, Leśniczówka, Piaskowa, Tylna, Wiejska, Wrzosowa).

## Proboszczowie
- ks. Ignacy Wessely z Opola (1746–1762)
- ks. Andrzej Zanner (1756–1759)
- ks. Andrzej Philipii
- ks. Jerzy Józef Galbierz
- ks. Krzysztof Grooss
- ks. Walenty Hoscheck z Łabęd (1785–1802)
- ks. Andrzej Zaglowek
- ks. Franciszek Marzon
- ks. Józef Koth z Grobnik koło Głubczyc
- ks. Edward Frank
- ks. Antoni Monem
- ks. Euzebiusz Stephan (1889–1894)
- ks. Mikołaj Knosała
- ks. Karol Jaschik
- ks. Gerard Woźnica
- ks. Franciszek Śliwka
- ks. Kazimierz Góral (od 2006 do 11 lipca 2021)[1]
- ks. Adam Bryła

## Grupy działające w parafii
- Bractwo św. Antoniego
- Ministranci
- Zgromadzenie Dzieci Maryi
- Caritas parafialny
- Schola Parafialna

## Kościoły i kaplice mszalne
- Kościół pod wezwaniem św. Antoniego w Tworogu.
- Kaplica pod wezwaniem św. Franciszka i św. Huberta w Brynku.

## Cmentarze

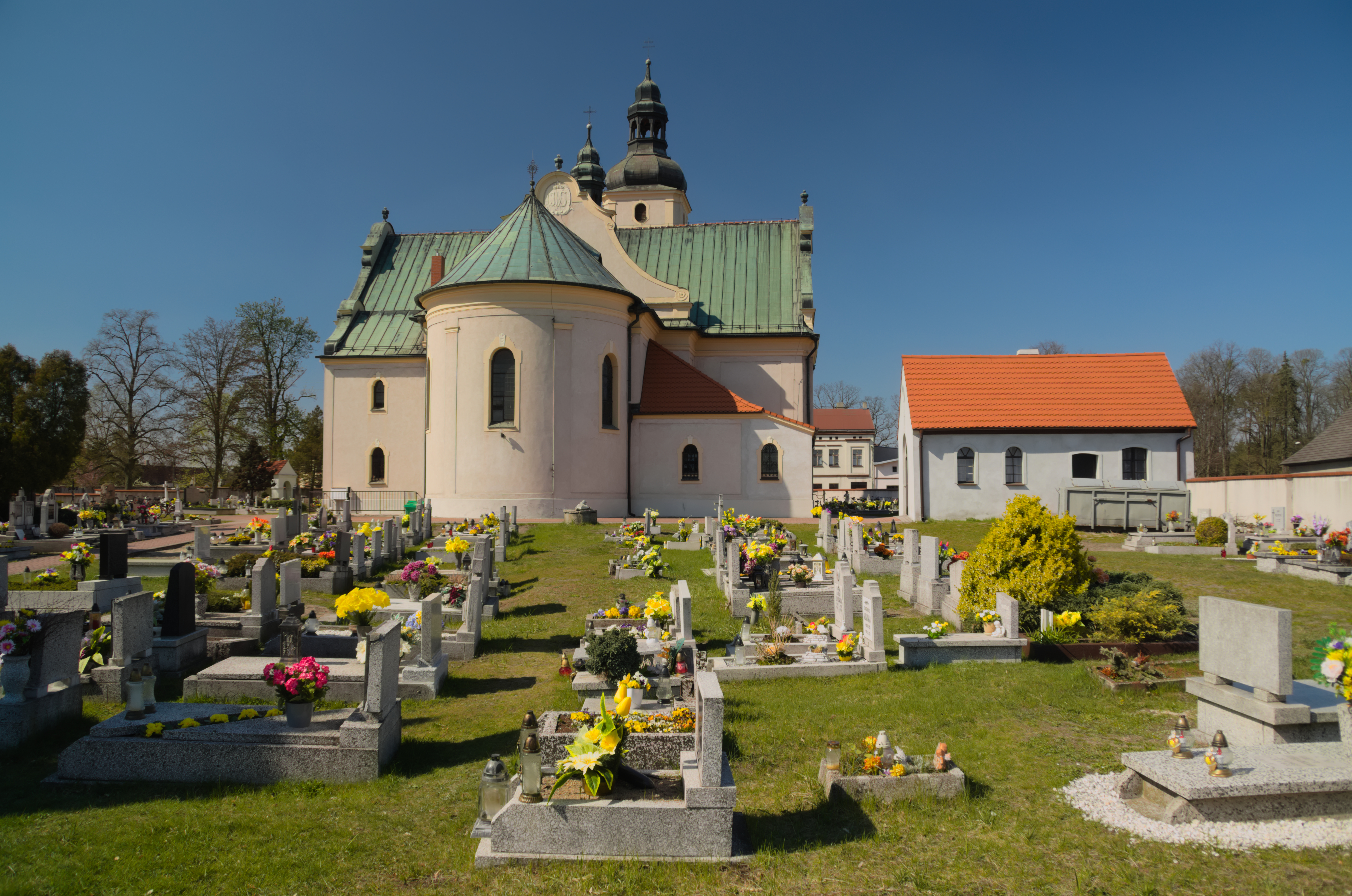
Parafialny cmentarz przy kościele św. Antoniego w Tworogu (2019)

- Cmentarz parafialny przy kościele w Tworogu (zamknięty)
- Cmentarz komunalny przy ul. Kochanowskiego w Tworogu

## Księgi metrykalne
W archiwum parafialnym znajdują się księgi chrztów za lata 1735–64 oraz od 1817 roku, ślubów za lata 1735–64 oraz od 1880 roku i zgonów za lata
1735–64 oraz od 1821 roku. Księgi metrykalne obejmujące brukające roczniki znajdują się w archiwum parafii Koty.